# Schönbuch

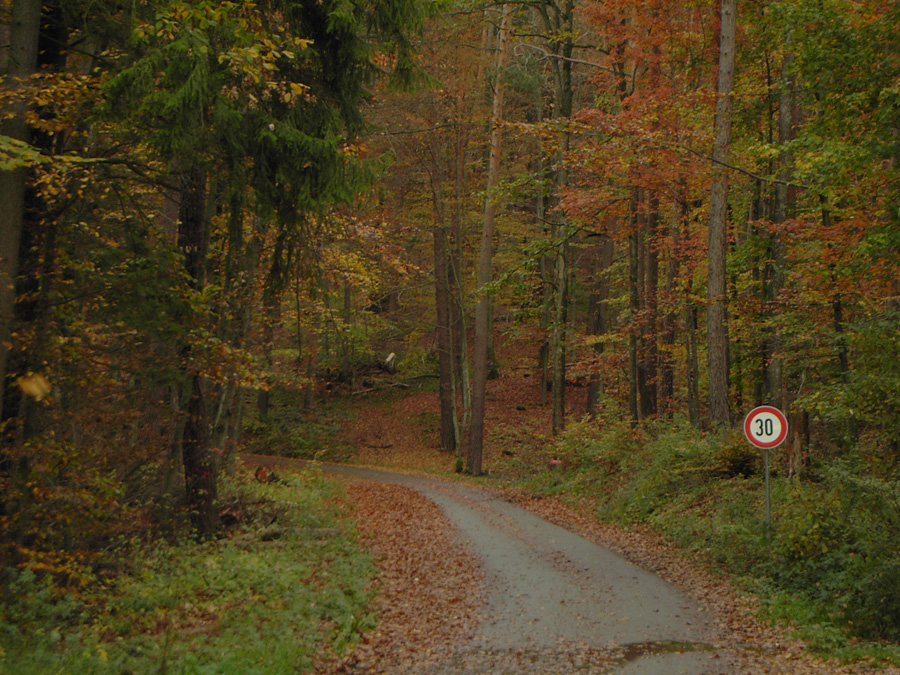
Schönbuch en otoño.

Schönbuch fue el primer parque natural declarado en el estado federado de Baden-Wurtemberg en Alemania. Con sus 15.600 ha es el área arbolada más grande al sudeste de Stuttgart.

## Introducción
Su nombre está formado por dos palabras: schön una de cuyas acepciones es hermoso  y Buch cuyo significado en este contexto es haya .

## Geografía
Esta zona protegida se encuentra al suroeste de Stuttgart y linda entre otras ciudades con Tubinga y el monasterio de Bebenhausen. El Camino de Santiago a su llegada a Tubinga está señalizado a través de esta zona protegida.

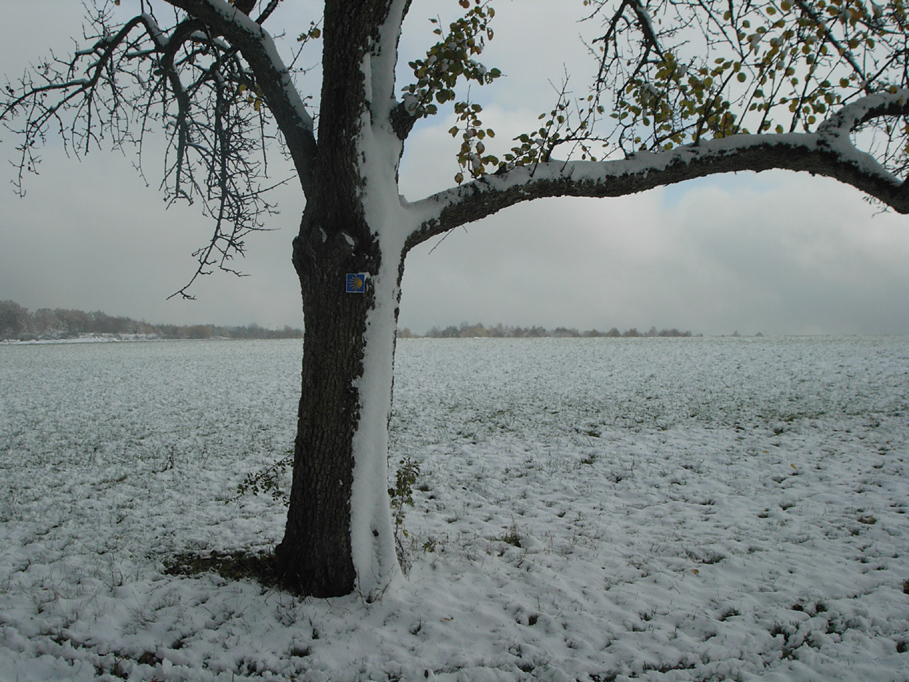
Señal del Camino de Santiago tras dejar Schönbuch.

## Literatura
- Johannes Baier: Der Geologische Lehrpfad am Kirnberg (Keuper; SW-Deutschland). - Jber. Mitt. oberrhein. geol. Ver, N. F. 93, 9-26, 2011.
- Dieter Buck: Das große Buch vom Schönbuch: Natur, Kultur, Geschichte, Orte. Silberbuch-Verlag, Tübingen 2000. ISBN 3-87407-334-3
- Dieter Buck: Ausflugsziel Schönbuch: wandern, Rad fahren, entdecken. Silberbuch-Verlag, Tübingen 2001. ISBN 3-87407-375-0
- Ingrid Gamer-Wallert, Sönke Lorenz (Hrsg.): Der Schönbuch: Mensch und Wald in Geschichte und Gegenwart. Attempto, Tübingen 1998. ISBN 3-89308-292-1
- Christoph Morrissey: Die vor- und frühgeschichtliche Besiedlung des Schönbuchs. DRW-Verlag, Leinfelden-Echterdingen 2001. ISBN 3-87181-434-2
- Peter Weidenbach: Naherholungsgebiet Schönbuch. Gegenwärtiger Stand, Ausbauplanung, Bewertung der Erholungsfunktion. Ein Beitrag zum Europäischen Naturschutzjahr 1970. Ministerium für Ernährung, Landwirtschaft, Weinbau und Forsten Baden-Württemberg & Baden-Württembergische Forstliche Versuchs- und Forschungsanstalt. Stuttgart und Freiburg im Breisgau 1971